# Župnija Podbrezje
Župnija Podbrezje je rimskokatoliška teritorialna župnija Dekanije Kranj Nadškofije Ljubljana. Od leta 2016 naprej župnijo vodi Mihael Lavrinec.
Župnijska cerkev stoji v središču kraja in je posvečena sv. Jakobu. Župnija ima tudi eno podružnico, in sicer
- Cerkev sv. Benedikta in Žalostne Matere Božje na Taboru